# Alvin Rouse
Alvin Rouse (ur. 13 sierpnia 1982 w Bridgetown) – barbadoski piłkarz występujący na pozycji bramkarza.
W barwach Galway United wystąpił trzy razy w Ireland Premier Division. W lidze tej zadebiutował 4 kwietnia 2008 w przegranym 2:3 meczu z Cork City i otrzymał wówczas czerwoną kartkę. Z kolei jako zawodnik Dungannon Swifts oraz Ballinamallard United rozegrał 121 spotkań w Premiership, debiutując w tych rozgrywkach w barwach Dungannon Swifts, 8 sierpnia 2009 w wygranym 1:0 pojedynku z Institute.
W latach 2006–2010 występował w reprezentacji Barbadosu.

## Statystyki ligowe
| Rozgrywki                | Kraj              | Poziom | Klub                                         | Mecze | Gole |
| ------------------------ | ----------------- | ------ | -------------------------------------------- | ----- | ---- |
| Ireland Premier Division | Irlandia          | I      | Galway United                                | 3     | 0    |
| Ireland First Division   | Irlandia          | II     | Sligo Rovers, Monaghan United, Longford Town | 57    | 0    |
| Premiership              | Irlandia Północna | I      | Dungannon Swifts, Ballinamallard United      | 121   | 0    |
| League Two               | Anglia            | IV     | Macclesfield Town                            | 4     | 0    |